# Lobanovszkij Maxim
Lobanovszkij Maxim (Juzsno-Szahalinszk, Oroszország, 1996. január 18. –) Európa-bajnoki ezüst- és bronzérmes magyar úszó, olimpikon.

## Pályafutása
Kezdeti uszodai úszóedzéseket követően egy moszkvai sportiskolában folytatta az úszást, amit azonban 14 évesen abbahagyott és röplabdázni kezdett. 18 éves korában visszatért az úszáshoz.
A 2015-ös rövid pályás úszó-Európa-bajnokságon az izraeli Netánjában az 50 méteres és a 100 méteres gyorsúszásban indult, de egyik számban sem jutott az elődöntőbe, a 4 × 50 méteres gyorsváltó tagjaként (csapattársak: Takács Krisztián, Lavotha Oszkár, Mészáros Márk) 6. helyezést ért el.
A 2016-os úszó világkupán Moszkvában az 50 méteres gyorsúszásban a 4. lett.
A 2016-os rövid pályás úszó-világbajnokságon a kanadai Windsorban 50 méteres gyorsúszásban 8 század másodperccel maradt le a döntőről, összesítésben a 11. helyen, míg a 100 méteres gyorsúszásban a 28. helyen végzett. A férfi 4 × 50 méteres gyorsváltó tagjaként (csapattársak: Földházi Dávid, Márton Richárd, Barta Márton) összesítésben a 11. lett. A férfi 4 × 100 méteres gyorsváltó tagjaként (csapattársak: Telegdy Ádám, Barta Márton, Márton Richárd) a csapat legjobb részidejét úszta, s habár a váltó új országos csúcsot ért el, összesítve a 12. helyen végeztek és nem kerültek a döntőbe. A vegyes 4 × 50 méteres gyorsváltó tagjaként (csapattársak: Telegdy Ádám, Jakabos Zsuzsanna, Verrasztó Evelyn) a 7. lett.
Tagja volt a 2017-es budapesti úszó-világbajnokság magyar csapatának: 50 méteres gyorsúszásban indult, ahol a 18. helyen végzett. A 2019-es úszó-világbajnokságon 50 méteres gyorsúszásban 11. lett. A 2019-es rövid pályás úszó-Európa-bajnokságon a a 4 × 50 méteres vegyesváltó tagjaként ezüstérmet, 50 méteres gyorsúszásban bronzérmet szerzett. A 2021 nyarára halasztott tokiói olimpián 50 méteres gyorsúszásban állt rajtkőre. Előfutamában a 7., összesítésben a 26. helyen végzett.

## Rekordjai
50 m gyors, rövidpálya
- 21,18 (2017. december 15., Koppenhága) magyar rekord[17]
- 21,06 (2019. november 15., Neuchâtel) magyar rekord[18]
- 20,76 (2019. december 6., Glasgow) magyar rekord[19]
- 20,68 (2019. december 14., Kaposvár) magyar rekord (4 × 50 m gyorsváltó)[20]

## Magánélete
Magyar–orosz kettős állampolgár. Édesanyja magyar, édesapja orosz.